# Oxievång
Oxievång är ett delområde belägen i Oxie i Malmö kommun. Området ligger söder om järnvägen och öster om Galgebacksvägen. Oxievång består främst av radhus, byggda efter 1970. Här finns även Oxie station och Oxie stadsdelsförvaltning. Vid Oxievångsskolan (årskurserna 7–9) ligger en sporthall, simhall och idrottsplats. Dessutom ligger Blankebäcksskolan (förskola–årskurs 6), samt Oxievångs, Tegelmurens och Nicke Pings förskolor i området. Söderut finns Oxievångsparken belägen på en höjd.

## Noter

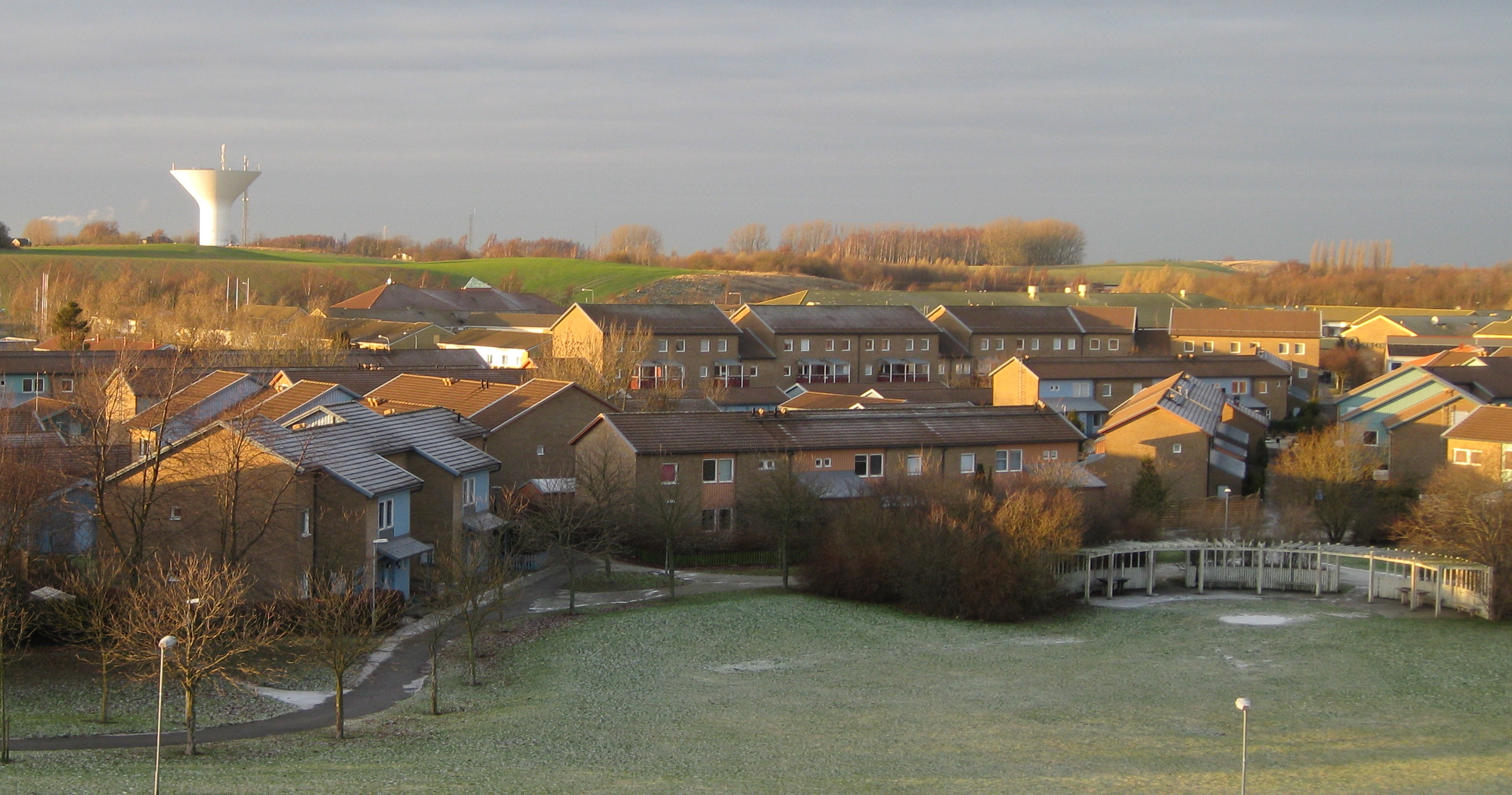
Oxievång